# Perdita lateralis
Perdita lateralis är en biart som beskrevs av Timberlake 1962. Perdita lateralis ingår i släktet Perdita och familjen grävbin. Inga underarter finns listade i Catalogue of Life.